# Зализня
Зализня (укр. Залізня) — село на Украине, находится в Житомирском районе Житомирской области, на реке Гнилопять.
Занимает площадь 0,85 км². Население по переписи 2001 года составляет 177 человек.

## История

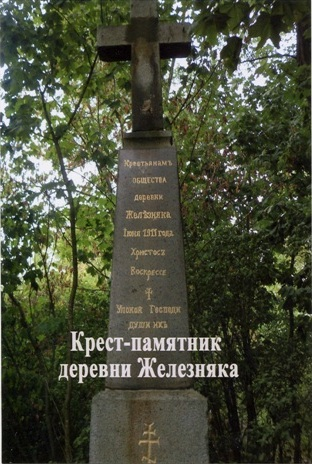

Прежнее название — Железняки, Железняк (укр. Залізняки, Залізняк).
В житомирской областной научной библиотеке им. Олега Ольжича, в краеведческом отделе есть запись,
был хутор Желізняк, в котором насчитывалось более 20 дворов.
С 1923 по 1958 год — центр Железняцкого сельсовета, который в 1958 г. был объединён с Трояновским сельсоветом;
в 1962—1965 годах сельсовет относился к Коростышевскому району, потом был передан обратно в Житомирский.
При передаче документации из Коростышевского района в Житомирский район произошла ошибка в названии села, и получилось «Зализня» вместо «Зализняк».
С 1996 года село входит в Головенковский сельсовет.
Издавна в селе проживало много старообрядцев Белокриницкой иерархии.
В 1875 году они построили церковь. В 1936 году церковь была закрыта.
В 1945 году старообрядческой общине было выделено одноэтажное помещение под молитвенный дом, однако в 1949 году помещение передали сельсовету и переоборудовали под клуб. Некоторые верующие стали прихожанами Благовещенской церкви в Житомире.
Сохранился крест-памятник, установленный в 1911 году, с надписью «Крестьянам общества деревни Железняка июня 1911 года Христос Воскресе + Упокой Господи души их».

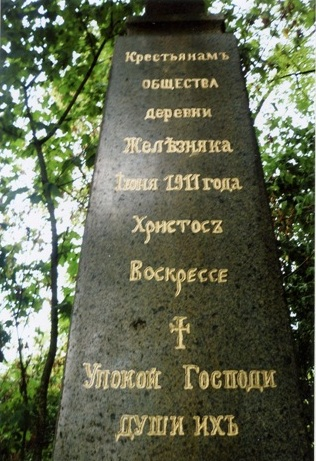

## Справочная информация
Почтовый индекс — 12464. Телефонный код — 412. Код КОАТУУ — 1822082103.
Адрес местного совета — 12464, Житомирская область, Житомирский р-н, с. Головенка, ул. Школьная, 1.

## Известные уроженцы
В селе родился Герой Советского Союза Владимир Лихотворик.